# Death Race (videojuego)
Death Race es un juego de arcade desarrollado y lanzado por Exidy en los Estados Unidos, el primer envío a los distribuidores de juegos electrónicos el 1 de abril de 1976. El juego fue una modificación del juego Destruction Derby de Exidy en 1975 en el que los jugadores chocaban contra los autos para acumular puntos. En Death Race, el objetivo fue encontrar "gremlins" para obtener puntaje. El juego podría jugarse con uno o dos jugadores que controlan diferentes autos. El título original de trabajo para el juego que apareció en algunos anuncios iniciales fue Death Race 98.
El juego atrajo una gran controversia sobre el contenido del juego, que se centró en matar figuras humanoides. En julio de 1976, los periódicos y las organizaciones cívicas comenzaron a atacar el juego por facilitar la violencia en forma virtual.

## Historia
En 1975, Exidy licenció su juego Destruction Derby a la compañía de juegos de arcade Chicago Coin para fabricar. Sin embargo, al año siguiente, Chicago Coin entró en dificultades financieras que eventualmente llevarían a la disolución de la compañía, y como Exidy había vendido derechos de fabricación exclusivos, ya no podían sacar provecho de Destruction Derby.
Al necesitar un producto provisional para presentarlo a los distribuidores, decidieron modificar el juego Destruction Derby para que fuera vendible por su organización. El recién llegado ingeniero Howell Ivy de Ramtek hizo varias modificaciones a Destruction Derby para crear este nuevo producto. 
 Añadió bordillos a la izquierda y a la derecha de la pantalla donde los enemigos podían esconderse, pero los jugadores se pararían si intentaban cruzar. En la parte superior e inferior de la pantalla, los jugadores podían rodear el lado opuesto de una manera similar a Space Race de Atari (1973).
Los oponentes enemigos fueron cambiados a figuras animadas que caminan alrededor de la pantalla en vez de vehículos. Estos 'gremlins' vagarían por el espacio de juego hasta que uno de los jugadores colisionara con ellos, momento en el que lanzarían un 'chillido' y dejarían una cruz que representaba una lápida. Aunque varias fuentes informaron que el juego era una adaptación autorizada de la película Death Race 2000 de 1975, Exidy ha negado que este fuera el caso. El nombre "Death Race" fue elegido como un reflejo de los monstruos muertos vivientes representados en el arte y el marketing del gabinete, ambos ideados por el artista Michael Cooper-Hart.

### Controversia
Exidy solo tuvo como objetivo Death Race como producto provisional hasta que se completó su siguiente juego, Car Polo (1977). Sin embargo, en julio de 1976 la periodista de The Associated Press Wendy Walker contactó a Exidy basándose en su visión del juego en un salón recreativo de Seattle. Preocupada por el contenido violento del juego y su efecto potencial en los que lo juegan, ella escribió un artículo ampliamente difundido que señalaba el contenido del juego desfavorablemente.
Siguiendo este artículo, muchas organizaciones de noticias informaron en 1976 y 1977 sobre la Death Race, incluyendo periódicos nacionales como The New York Times. Muchos en Exidy atribuyen un gran salto en las ventas de la compañía a este aumento en el perfil nacional de Death Race, aunque la mayor parte de la cobertura fue negativa. A fines de 1977, el juego ya no aparecía en los titulares.

## Jugabilidad
En el juego, uno o dos jugadores controlan un automóvil en pantalla con un volante y un pedal de aceleración. El objetivo es derribar a los "gremlins" que huyen del vehículo. Cuando el jugador los golpea, gritan o chillan y son reemplazados en la pantalla por lápidas. Esto aumenta el desafío del juego cuando la pantalla se llena y el jugador tiene que evitar las piedras sepulcrales.
El gabinete es negro con gráficos en blanco de un muscle car carreras a través de un cementerio con un buitre en un árbol mirando. La marquesina y el bisel del monitor están coloreados. Un número limitado tenía lados blancos con la ilustración en negro, en lugar de lo contrario. Estaba en un gabinete de estilo de carreras estándar vertical.

## Legado
Funspot tiene una máquina arcade en funcionamiento en un gabinete amarillo. Una versión original de arcade de Death Race está presente en el Musée Mécanique de San Francisco. El Galloping Ghost Arcade en Brookfield, Illinois, recibió un gabinete negro original como donación.
En 2016 Binary Star Software lanzó un cartucho de doble título llamado "Nox / Death Chase". El lanzamiento de "Death Chase" recrea el aspecto, la sensación y el juego de la Death Race de los años setenta en el sistema de videojuego de gráficos vectoriales Vectrex de los años ochenta.